# Francesca Testasecca
Francesca Testasecca (née le 1er avril 1991 à Foligno) est un mannequin italien, élue successivement Miss Ombrie puis Miss Italie 2010. Elle est la 71e Miss Italie

## Biographie
Deuxième fille de sa famille, Francesca Testasecca est diplômée de technique touristique.
Elle a été couronnée Miss Italie 2010 le 13 septembre 2010 à l'âge de 19 ans. Durant son élection, Sophia Loren était présente. C'est aussi la 1re Miss Ombrie ayant remporté le titre depuis 1962, avant elle Raffaella De Carolis était devenue Miss Ombrie puis Miss Italie.